# Iridomyrmex curvifrons
Iridomyrmex curvifrons is een mierensoort uit de onderfamilie van de Dolichoderinae. De wetenschappelijke naam van de soort is voor het eerst geldig gepubliceerd in 2011 door Heterick & Shattuck. Alle bekende exemplaren zijn verzameld in het zuidoosten van Queensland.